# Jaroslav Fil'čakov
Jaroslav Oleksandrovyč Fil'čakov (in ucraino Ярослав Олександрович Фільчаков?; trasl. angl.: Yaroslav Olexandrovych Filchakov; 3 ottobre 1995) è un lottatore ucraino, specializzato nella lotta greco-romana.

## Biografia
Alla Coppa del mondo individuale di Belgrado, competizione che ha preso il posto dei mondiali, annullati a causa dell'insorgere emergenza sanitaria, conseguenza della pandemia di COVID-19, si è piazzato al 10º posto.
Ha conquistato la sua prima medaglia di bronzo iridata ai mondiali di Belgrado 2022.
Agli europei di Zagabria 2023 ha ottenuto la medeglia d'argento dopo la sconfitta in finale contro il turco Burhan Akbudak.
Ai mondiali di Belgrado 2023 ha superato gli ottavi battendo il sudcoreano Yang Se-jin ed è rimasto sconfitto ai quarti contro l'iraniano Alireza Mohmadi; al primo turno dei ripescaggi ha battuto il serbo Branko Kovačević, mentre nella finale per il terzo posto ha sconfitto il moldavo Mihail Bradu. Il risultato gli ha consentito la qualificazione olimpica.

## Palmarès
| Anno | Manifestazione   | Sede              | Evento | Risultato | Note |
| ---- | ---------------- | ----------------- | ------ | --------- | ---- |
| 2012 | Mondiali cadetti | Baku              | 69 kg  | 5º        |      |
| 2015 | Europei junior   | Instanbul         | 74 kg  | 11º       |      |
| 2015 | Mondiali junior  | Salvador da Bahia | 74 kg  | 16º       |      |
| 2016 | Europei U23      | Russe             | 80 kg  | Bronzo    |      |
| 2016 | Mondiali         | Budapest          | 80 kg  | 20º       |      |
| 2018 | Europei U23      | Istanbul          | 82 kg  | Argento   |      |
| 2018 | Mondiali U23     | Bucarest          | 82 kg  | 12º       |      |
| 2019 | Europei          | Bucarest          | 82 kg  | 15º       |      |
| 2021 | Europei          | Varsavia          | 82 kg  | 7º        |      |
| 2022 | Europei          | Budapest          | 82 kg  | 7º        |      |
| 2022 | Mondiali         | Belgrado          | 82 kg  | Bronzo    |      |
| 2023 | Europei          | Zagabria          | 82 kg  | Argento   |      |
| 2023 | Mondiali         | Belgrado          | 82 kg  | Bronzo    |      |

## Altre competizioni internazionali
2020
- 10º negli 82 kg nella Coppa del mondo individuale ( Belgrado)

2021
- 11º nei 77 kg nel Torneo europeo di qualificazione olimpica ( Budapest)